# Chocolat Menier

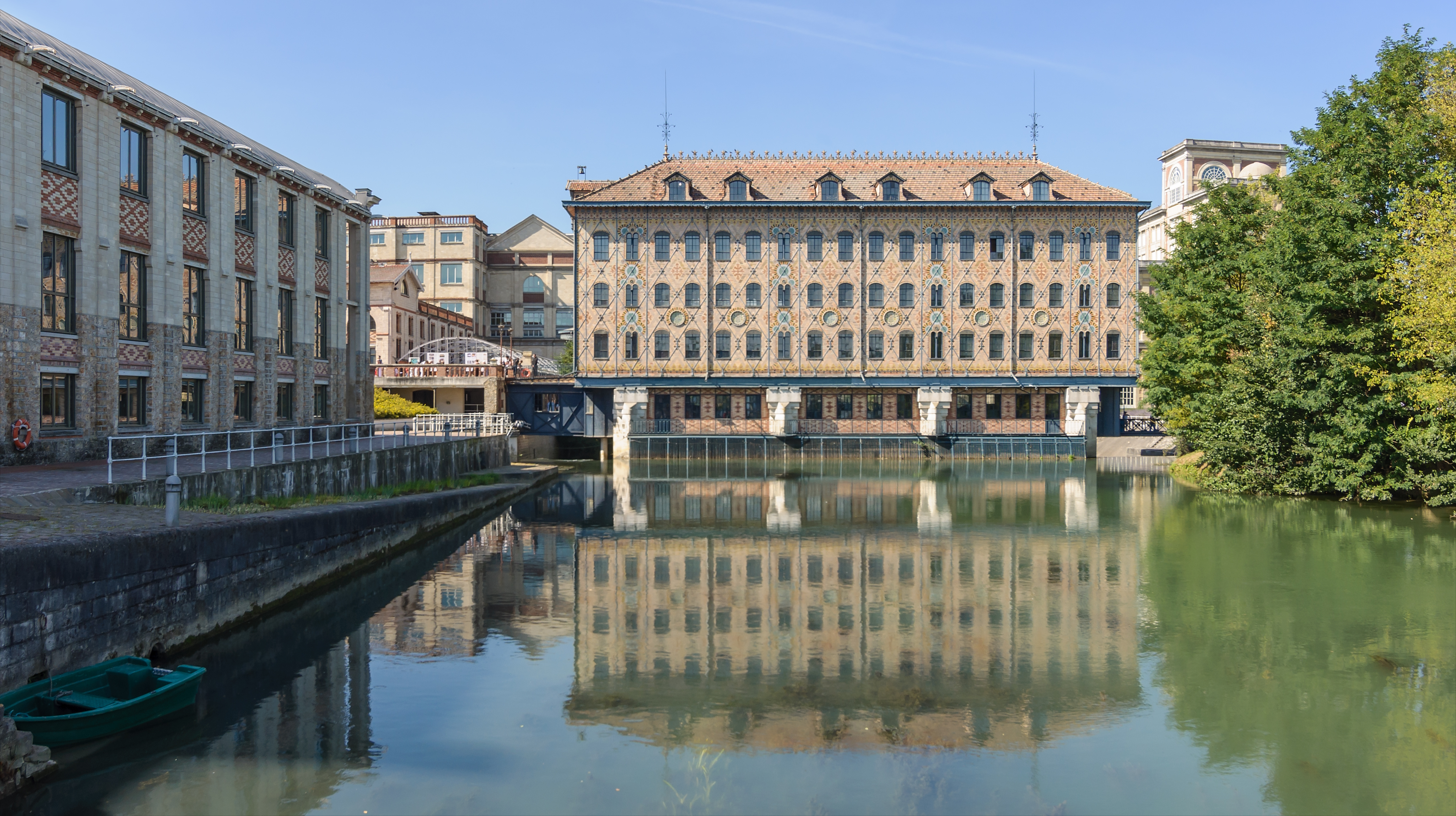
La antigua fábrica de chocolate Menier en Noisiel.

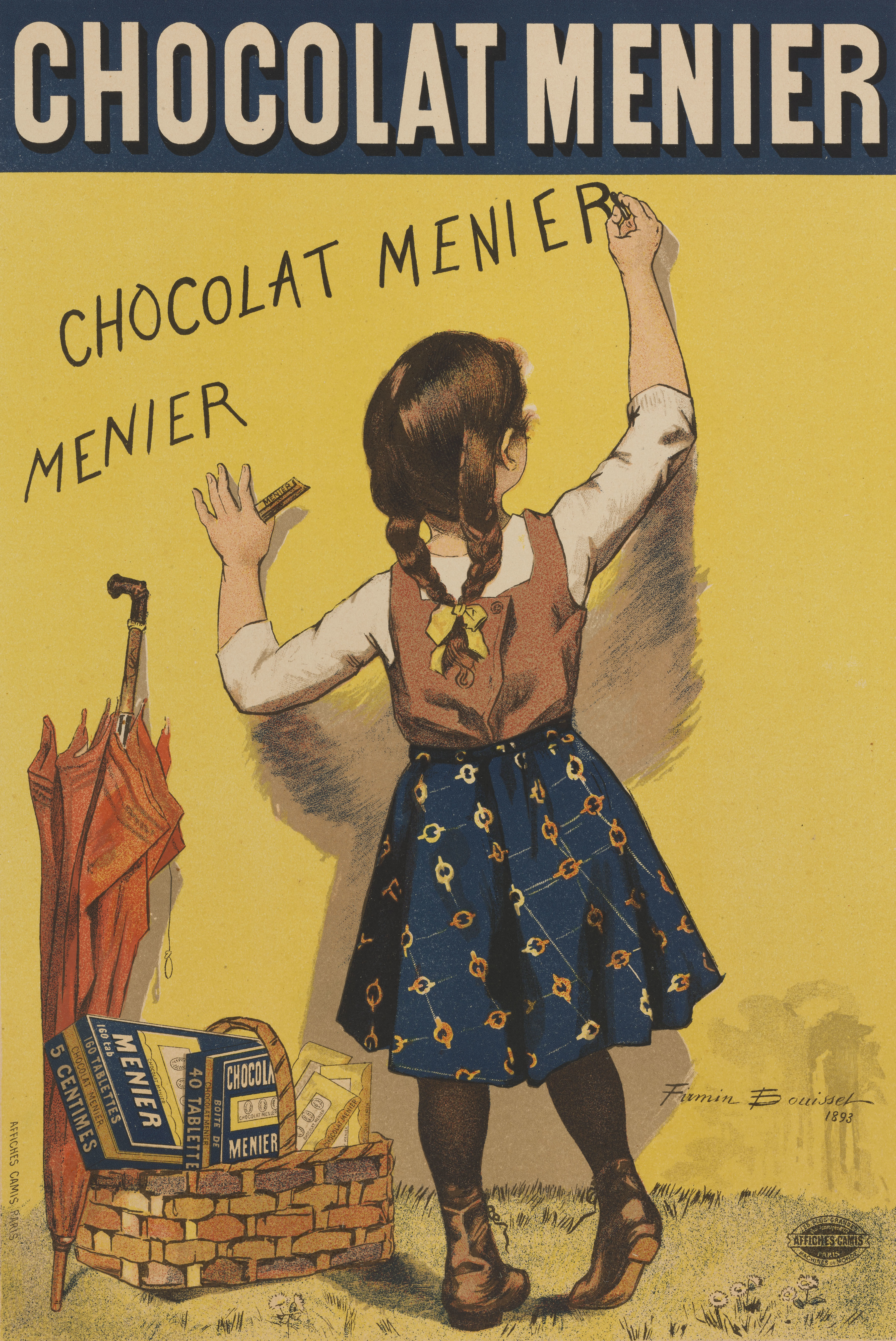
Anuncio de 1893, diseño de Firmin Bouisset

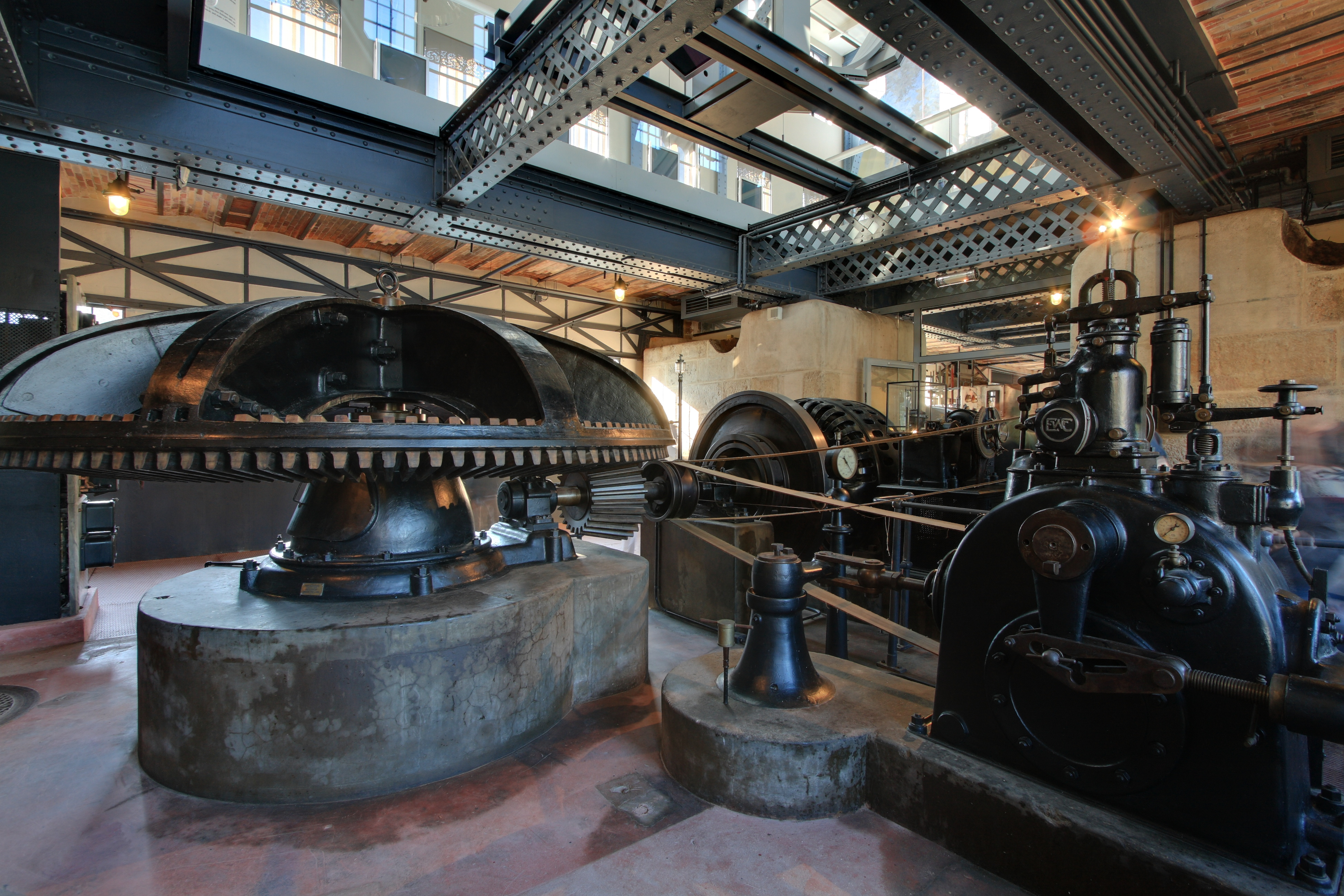
Maquinaria para la producción de chocolate.

Chocolat Menier es una empresa chocolatera francesa fundada en 1816 en París. En sus inicios fue un negocio farmacéutico debido a que el chocolate se vendía en farmacias. La compañía fue controlada por la familia Menier durante casi siglo y medio.
El fundador Antoine Brutus (1795-1853) inició la expansión de la producción abriendo su factoría de Noisiel en 1825. La compañía mejoró sus ventas debido al empleo de campañas publicitarias elaboradas por Firmin Bouisset, quien tuvo la idea de publicar carteles con una chica haciendo una "pintada con chocolate" en la que escribe: Chocolat Menier.
Las ventas de la empresa fueron disminuyendo progresivamente a mediados del siglo XX hasta que en 1996 fue adquirida por el grupo Nestlé.

## La familia Menier
Controlada y dirigida por la familia Menier durante más de 150 años, los patrones de la empresa Chocolat Menier fueron:
- Antoine Brutus Menier (1795-1853), fundador
- Emile-Justin Menier (1826-1881), director ejecutivo exclusivo
- Gaston Menier (1855-1934), jefe de operaciones
- Henri Menier (1853-1913), director general
- Hubert Menier (1910-1959), codirector ejecutivo con Antoine
- Antoine Gilles Menier (1904-1967), último director ejecutivo

En 1816, Antoine Brutus Menier fundó la empresa de utillaje Menier en París. Aunque no se fundó como una industria farmacéutica, comenzó la preparación y venta de una gran variedad de polvos medicinales. El negocio creció rápidamente, pero durante los primeros años la producción de chocolate de la compañía era muy limitada, ya que su uso principal era como polvo medicinal y para el recubrimiento de las pastillas de sabor amargo.

## Fábrica en Noisiel

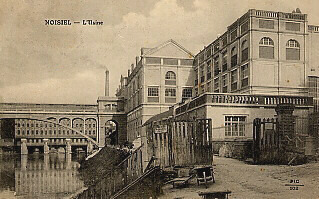
Factoría Menier en Noisiel, 1911

En 1825 la compañía comenzó una expansión mediante la adquisición de una segunda planta de producción situada a la orilla del río Marne en Noisiel, por entonces un pequeño pueblo de menos de 200 habitantes en las afueras de París. Inicialmente utilizada para la trituración de productos medicinales en polvo, una obra de modernización de las instalaciones de Noisiel realizada en 1830 la convirtió en la primera fábrica de producción masiva mecanizada de cacao en polvo de Francia. Unos años después, el éxito de la introducción en el mercado de sus tabletas de chocolate envueltas en papel amarillo, llevó en 1842 a una nueva ampliación de la planta de Noisiel. En 1853, el año en el que falleció el fundador de la empresa Antoine Brutus Menier, la producción de chocolate alcanzó las 4.000 toneladas anuales.
Bajo la dirección del hijo del fundador, Emile-Justin Menier, la empresa se concentró exclusivamente en la fabricación de productos de chocolate. En 1864 se vendió la parte de fabricación de productos farmacéuticos de la empresa y comenzó un período de expansión que hizo de Menier el fabricante de chocolate más grande de Francia. Bajo Emile-Justin Menier, la compañía se aseguró la disponibilidad de las materias primas que utilizaba, para lo que compró plantaciones de cacao en Nicaragua, así como campos de cultivo de remolacha azucarera y una refinería de azúcar en Roye (localidad del departamento de Somme en Francia).

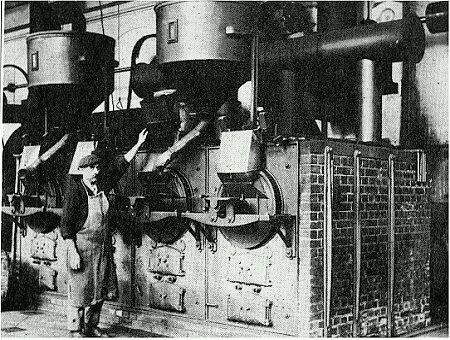
Factoría Menier en Noisiel, 1866

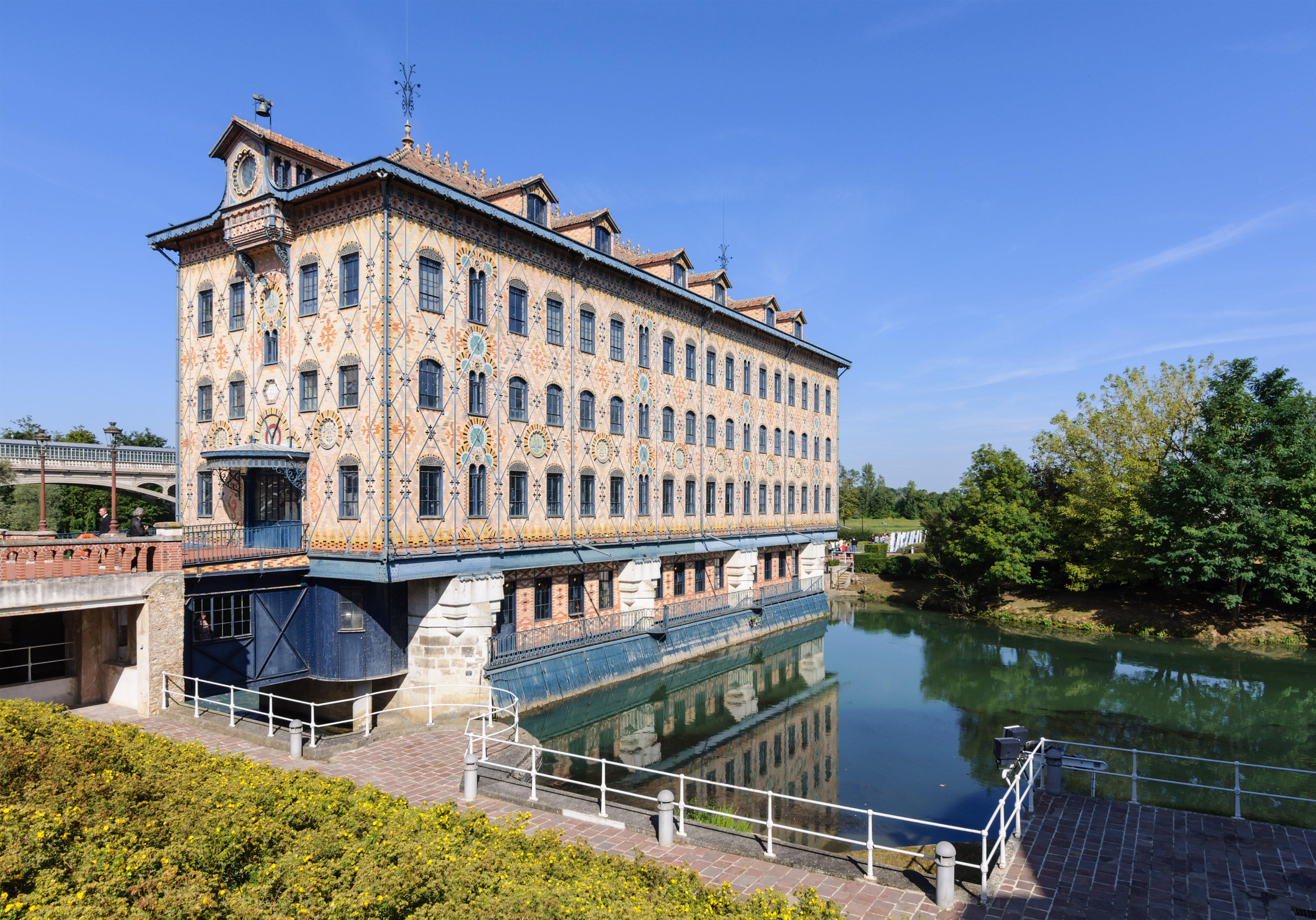
Edificio proyectado por Jules Saulnier

A partir de 1860, Emile-Justin Menier supervisó la adición de varios nuevos edificios a la factoría de Noisiel, a continuación construyó en Londres otra fábrica de chocolate, y se amplió la expansión internacional del negocio con un centro de distribución en Nueva York. En 1872 se inició otra importante etapa de crecimiento, que supuso la construcción de las instalaciones de producción más modernas del mundo. Diseñada por el arquitecto Jules Saulnier, muchos historiadores citan la factoría de Menier como uno de los primeros ejemplos conocidos en los que se prescindió de muros de carga, siendo las paredes exteriores del edificio meros tabiques soportados por una estructura de hierro. La edición de febrero de 1997 de la Architectural Review se refiere a la fábrica de chocolate de Noisiel, construida con hierro y ladrillo en 1872, como «uno de los edificios emblemáticos de la Revolución Industrial». En 1992, la fábrica fue designada por el gobierno de Francia como Monumento Histórico oficial, y está incluido en la lista para ser nombrado Patrimonio de la Humanidad por la UNESCO.

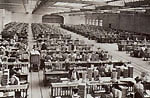
Planta de la Factoría Menier, Noisiel, c. 1874

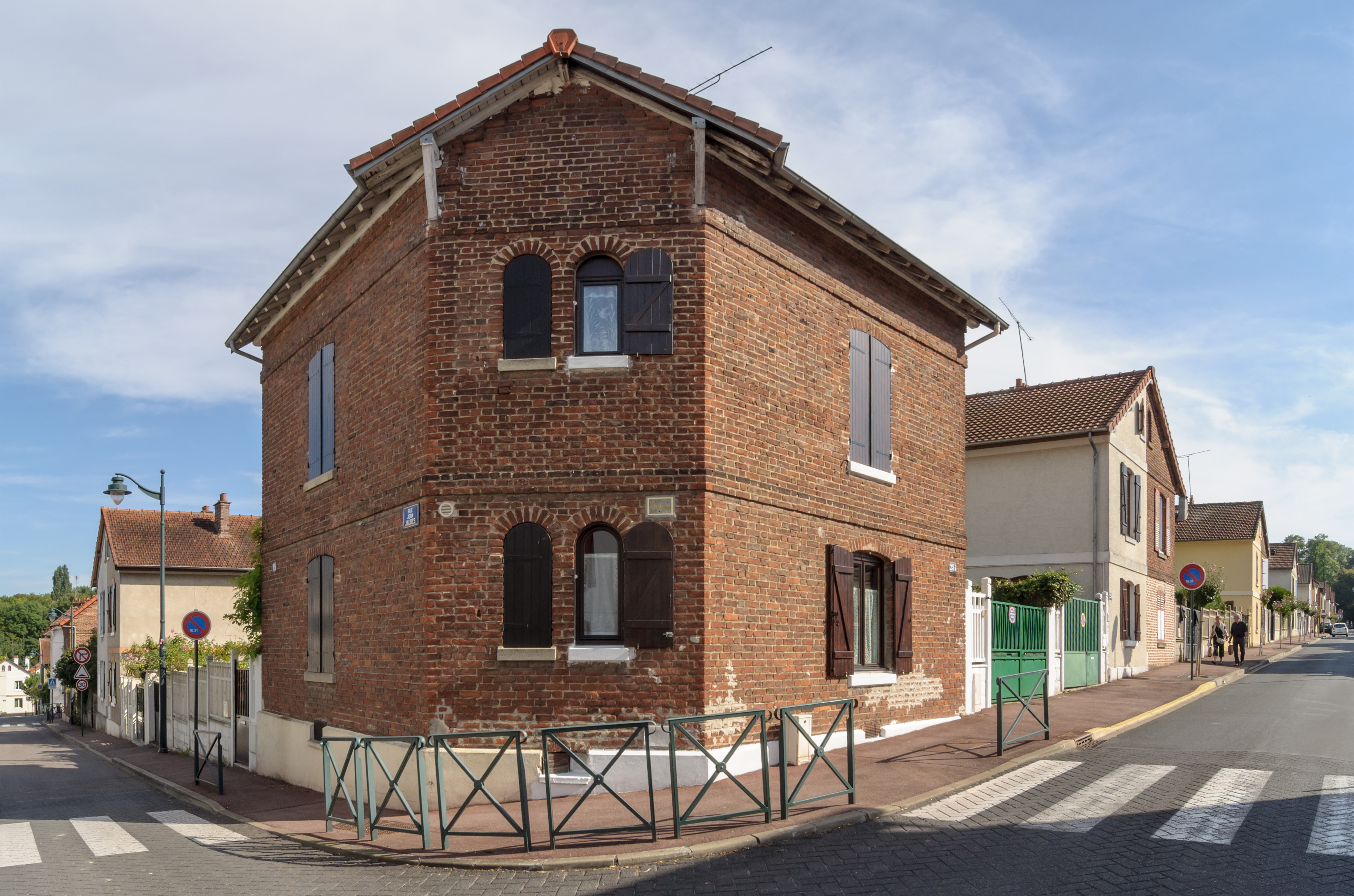
Casas en el poblado de la compañía Menier en Noisiel

Como resultado de las sucesivas expansiones de la fábrica, la capacidad de producción de mediados de 1880 en la planta de Noisiel saltó a las 125.000 toneladas al año, empleando a 2000 personas. Debido al rápido crecimiento de la compañía Menier, la escasez de trabajadores disponibles en el pequeño pueblo obligó a la empresa a tratar de atraer mano de obra de otros pueblos y ciudades. Sin embargo, la falta de vivienda en Noisiel lo hacía casi imposible y, como resultado, en 1874, Menier terminó la construcción de 312 viviendas en 30 hectáreas de terreno cerca de la fábrica. Se levantó una escuela para los hijos de sus empleados, y tres décadas después, un Hogar de Mayores para sus trabajadores jubilados. En la década de 1870, los Menier también construyeron el edificio del ayuntamiento de Noisiel, donde miembros de la familia ostentarían el cargo de alcalde sin interrupción desde el 11 de mayo de 1871 al 8 de noviembre de 1959. En la Exposición Universal de 1878 en París, la compañía ganó siete medallas de oro más el Gran Premio a la Excelencia de sus Productos, así como menciones a sus modernos métodos de producción y a la importancia que la empresa daba al bienestar de sus empleados.
Tras la muerte de Emile Justin Menier, en 1881 sus hijos Henri y Gaston asumieron el control de la empresa. Como hijo mayor, Henri Menier se convirtió en la cabeza visible de la empresa. Aunque involucrado en el negocio, dedicaba la mayor parte de su tiempo a diversas actividades ajenas al negocio familiar, dejando gran parte de la gestión de la empresa a su hermano Gaston, que dirigió la compañía durante un período de prosperidad sostenida. Se produjeron varios acontecimientos internos y externos en la segunda mitad de la década de 1870 y la primera parte de la década de 1880 de extrema importancia para el sostenimiento de la competitividad del chocolate de la Compañía Menier. La planta Menier añadió sistemas modernos de refrigeración, y en 1881 fue construida una línea de ferrocarril hasta la fábrica de Noisiel, que redujo los costes de transporte de mercancías entrantes y salientes; y que permitió la distribución más amplia y más rápida de sus productos. Externamente, los fabricantes de chocolate suizos estaban haciendo avances en el desarrollo de sus productos, comenzando la producción en masa, la promoción del chocolate con leche y el nuevo proceso de molturado mecánico, que proporcionaba un tipo de chocolate que tuvo un gran éxito entre los consumidores porque se derretía en la boca.

## Estrategias de publicidad pioneras

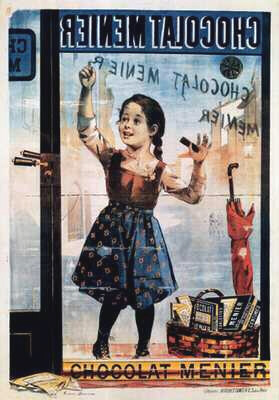
1893 cartel obra de Firmin Bouisset

En 1893 la compañía comenzó a usar carteles publicitarios creados por Firmin Bouisset, que mostraban a una niña escribiendo con un trozo de chocolate el nombre de Chocolat Menier en una pared o ventana. La dulce inocencia de la chiquilla transmitió el mensaje del chocolate dulce a través de su "pintada al chocolate". Resultó ser una imagen de gran éxito y se convirtió en un símbolo internacionalmente reconocido. La imagen de la niña de Firmin Bouisset se incluyó en los productos envasados de Menier, así como en artículos promocionales como cajas reutilizables de hojalata, jarras y cuencos de cerámica, azucareros, platos, conjuntos de frascos e incluso libros de ejercicios infantiles. Los carteles originales y estos productos promocionales de Menier, así como sus reproducciones, todavía gozan de una gran demanda en la actualidad.

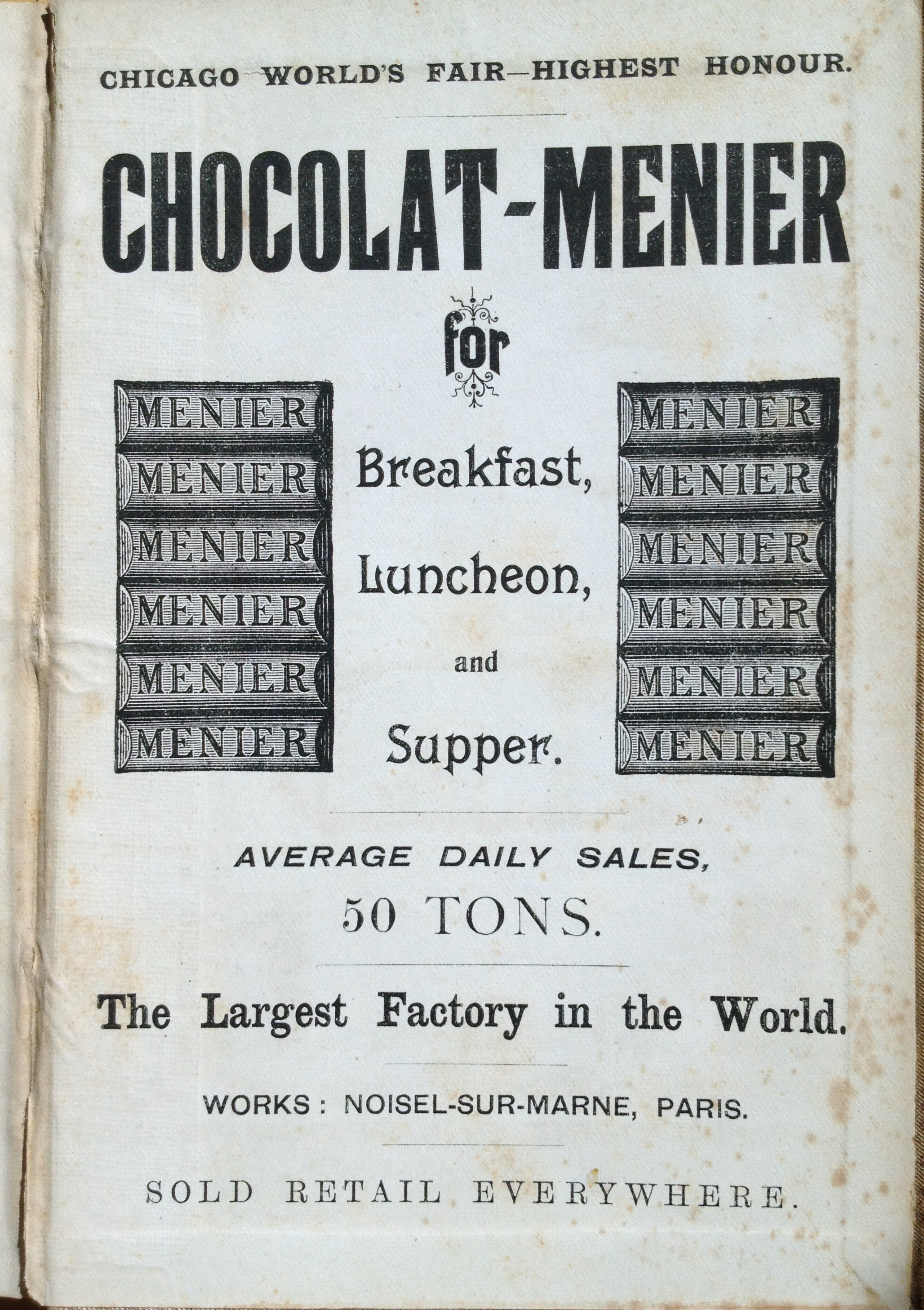
Anuncio de Menier, Londres, 1894

Como parte de su estrategia de ventas, Menier introdujo barritas de chocolate negro para ser insertadas en un trozo de pan. Para elevar su perfil y venta de productos, en las aceras en los pueblos y ciudades de toda Francia, la compañía estableció "kioscos" de chocolate. Su forma hexagonal y su techo de dos aguas se convirtieron en el estándar para los kioscos de periódicos. Fue tal su popularidad que la compañía hizo kioscos de juguete para los niños como dispensadores llenos de pequeñas barras de chocolate.
Con su creciente presencia internacional, la empresa de chocolate Menier expuso en 1893 en la Feria Mundial de Chicago donde fueron anunciados como los fabricantes de chocolate líderes en el mundo. Con ocasión de dos de las Exposiciones Universales celebradas en Francia, la compañía organizó dos llamativos eventos con fines publicitarios en el gigantesco marco de la Galería de las Máquinas: por un lado, en la Exposición Universal de París (1889) construyó una réplica a escala del Arco de Triunfo de París utilizando como ladrillos las tabletas de chocolate equivalentes a un día de producción de su factoría; y por otro lado, en la Exposición Universal de París (1900) encargó una reproducción a escala real del navío de tres palos Le Triomphant, conmemorando así que fue el primer barco en traer a Francia un cargamento de cacao desde las posesiones caribeñas de Luis XIV.
A medida que el negocio continuó prosperando, a la vuelta del siglo XX se hicieron más adiciones a la planta de Noisiel, incluyendo un edificio principal que fue uno de los primeros en utilizar hormigón armado. Debido a su apariencia, pronto fue apodado por los lugareños como "la Catedral". Además, la compañía construyó sobre el río Marne el Pont Hardi, un puente de hormigón de 44.5 m de luz, récord en su época, para enlazar el nuevo edificio con la antigua factoría. (foto)

## Declive

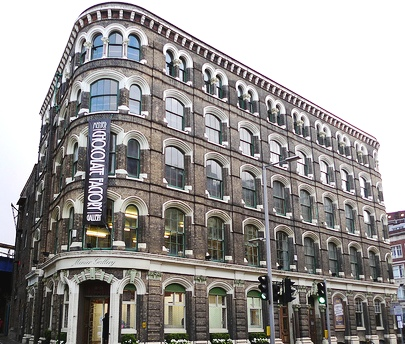
Factoría del Chocolate Menier en Southwark, Londres (actualmente, centro de arte)

La Primera Guerra Mundial marcó el comienzo de la decadencia de la empresa. Mientras que en Europa las empresas sufrían severamente la agitación causada por el conflicto, la neutral Suiza y los Estados Unidos vivieron una rápida expansión. Sus empresas no habían sido afectadas por los estragos de la guerra, y se beneficiaron de la afluencia de refugiados que aumentaron el tamaño de sus mercados y proporcionaron la mano de obra necesaria para la expansión. Mientras que la guerra continuó en Francia durante cuatro años, una empresa suiza fue capaz de introducir en el mercado los primeros chocolates rellenos. Hacia el final de la guerra, las finanzas de Menier se habían debilitado, mientras que sus competidores exteriores se habían fortalecido sustancialmente y habían adquirido nuevas tecnologías, haciéndolos cada vez más competitivos.
Gastón Menier murió en 1934, y el inicio de la Segunda Guerra Mundial cinco años después exacerbó los problemas de la compañía en un grado aun mayor. Pasó a ser dirigida por Hubert y Antoine Menier, que no tenían la capacidad necesaria para hacer frente a los problemas del negocio. Pese al fuerte reconocimiento de marca de la compañía Menier y de una comercialización eficaz mediante la utilización de libros infantiles con las fábulas de Jean de La Fontaine, hacia la década de los cincuenta el líder del sector en Francia estaba siendo inundado por sus competidores, perdiendo rápidamente cuota de mercado y cantidades considerables de dinero. Hubert Menier murió en 1959 y Antoine sería el último Menier en gestionar el negocio. Al inicio de la década de 1960, la mano de obra de Menier se redujo a poco más de 250 trabajadores desde su máximo de más de 2000.
En 1960, la empresa Menier no tuvo más remedio que buscar un comprador y se fusionó con la empresa Cacao Barry. En 1965 la familia Menier ya no tenía intereses en la empresa. La fábrica Menier fue vendida al Grupo Ufico-Perrier, que se convirtió en parte de la industria británica de confitería Rowntree Mackintosh en 1971, que a su vez fue adquirida en 1988 por el gigante suizo de alimentos y bebidas Nestlé.
A principios de 1990, toda la producción cesó en las instalaciones de Noisiel, pero en 1996 Nestlé Francia abrió su sede en el edificio principal, mientras que otros edificios del complejo son ahora parte de un museo del chocolate con visitas abiertas al público. Hoy en día, el edificio Menier Chocolate Factory en Southwark Street en Londres es un complejo de artes populares que incorpora una galería de arte, un restaurante y un teatro.